# Азербайджанский университет кооперации
Азербайджанский университет кооперации — высшее учебное заведение Азербайджана, готовящее специалистов для системы потребительской кооперации. В университете получают образование около 4500 человек, а преподавательский состав превышает 250 человек, среди которых больше 170 имеют учёные степени и звания.

## История
18 июня 1930 года на основании приказа № 400 Совета Народного Комиссариата Азербайджанской ССР на базе экономического факультета Азербайджанского государственного университета впервые был создан Азербайджанский торгово-кооперативный институт. В 1931 году был переименован в Азербайджанский кооперативный институт, а в 1936 году в Институт Советской торговли. В 1964 году на основании соответствующих постановлений Совета министров Азербайджанской ССР и Учредительного Совета Центросоюза СССР Азербайджанский институт сельского хозяйства был переименован в Бакинский филиал Московского кооперативного института. 26 марта 1985 года стал филиалом Полтавского кооперативного института.11 июня 1990 года институт вновь стал филиалом Московского кооперативного института.
После приобретения независимости постановлением Кабинета министров Азербайджанской Республики № 8 от 9 января 1992 года был создан Азербайджанский институт кооперации. 27 апреля 2001 года на основании постановлений Кабинета министров Азербайджанской Республики институту был присвоен статус университета.

## Факультеты и кафедры
- Финансы
- Экономика
- Маркетинг и Менеджмент
- Экспертиза и технология
- Мировая экономика и коммерция
- Педагогический факультет
- Факультет управления
- Бухгалтерский учет и организация промышленности

## Преподаватели
- Эльдар Аллахьяр оглы Гулиев — ректор.

## Внешние ссылки
- Официальная страница университета Архивная копия от 12 августа 2020 на Wayback Machine